# Джейкъби Шадикс
Джакоуби Дакота Шадикс (на английски: Jacoby Dakota Shaddix) е вокалист на рок групата Папа Роуч.

## Биография

### Ранен живот
Шадикс учи в средно училище Vacaville High School, Калифорния. Той има двама братя, Брайсън и Тревър. Неговите родители се развеждат през 1982 година, когато е на шест (на това е посветена песента Broken Home). В своите млади години Джакоуби работи като портиер. Като дете свири на кларинет и е запален по футбола.

### Личен живот
Джакоуби се жени за своето гадже от гимназията, Кели. Те имат две деца, по-големият им син се казва Makaile Cielo Shaddix и е роден на 24 март 2002 година, а по-малкият им син се казва Jagger Shaddix и е роден на 13 септември 2004 година.
През своята кариера Джакоуби се бори с алкохолна зависимост, но сега той е чист и трезвен.

### Татуировки
Коби е известен с огромния си брой татуировки. Така например, от дясното рамо се показва надгробна плоча с надпис: „Тук почива Джакоуби Дакота Шадикс“, „Роден без нищо, умиращ с всичко“, на врата си Шадикс има татуиран китайски символ, означаващ любов, също така той има татуировки на двете си ръце: дясната казва любов, а лявата омраза.

### Псевдоними
Шадикс използва доста псевдоними, най-популярен от които е Коби Дик (Coby Dick), но той е използван до 2001. Други негови прякори са Джони Водка (Jonny Vodka) и Дакота Голд (Dakota Gold).

## Музикална кариера
Джакоуби е повлиян от Motley Crue, Nine Inch Nails, Faith No More, Social Distortion, Red Hot Chili Peppers, Rage Against the Machine, „Ем Си Файв“, Stone Temple Pilots и Fugazi. Любимите му филми са Memento и The Blair Witch Project, а неговите любими книги са The Power of Now и Days of War, Nights of Love.

### Papa Roach
Един от създателите на Папа Роуч, Шадикс е вокалист от 1993 година. Групата покорява класациите на MTV със своя хит Last Resort.

### Fight the Sky
Шадикс също така е и вокалист на групата Fight the Sky.

### Други проекти
Джакоуби е водещ на шоуто Scarred, излъчвано по MTV.